# 另一个天堂
《另一个天堂》（匈牙利語：Egymásra nézve）是一部1982年的匈牙利电影，毛克·卡罗伊执导，讲述了两个女人之间的韵事。 它是根据高尔戈齐·伊丽莎白的半自传体小说《另外的爱》改编，她与马克合写了剧本。它曾获1982年戛纳电影节最佳女演员奖（雅德维加·扬科夫斯卡-切斯拉克）。